# Rio Ampoiţa
O Rio Ampoiţa é um rio da Romênia afluente do rio Ampoi, localizado no distrito de Alba.